# Lori cara-roig
El lori cara-roig (Glossopsitta pusilla) és una espècie d'ocell de la família dels psitàcids (psittacidae) que habita zones boscoses de l'est i sud-est d'Austràlia, a l'est de Queensland, est de Nova Gal·les del Sud, Victòria, zona limítrofa d'Austràlia Meridional i nord de Tasmània.